# Pokrzywianka (powiat kielecki)
Pokrzywianka – wieś w Polsce położona w województwie świętokrzyskim, w powiecie kieleckim, w gminie Nowa Słupia.
| SIMC    | Nazwa                | Rodzaj    |
| ------- | -------------------- | --------- |
| 0255562 | Ciemna               | część wsi |
| 0255579 | Pokrzywianka Dolna   | część wsi |
| 0255585 | Pokrzywianka Górna   | część wsi |
| 0255591 | Pokrzywianka-Hektary | część wsi |

W latach 1975–1998 miejscowość należała administracyjnie do województwa kieleckiego.
Obok wsi przepływa rzeka Pokrzywianka.
Przez wieś przechodzi czarny szlak turystyczny z Nowej Słupi na Szczytniak, niebieski szlak turystyczny z Łysej Góry do Pętkowic oraz czarny szlak rowerowy z Nowej Słupi do Opatowa.